# Peter H. Raven
Peter Hamilton Raven FMLS (Xangai, 13 de junho de 1936) é um botânico e ambientalista estadunidense. Ele é conhecido por ter sido, durante muitos anos, diretor do Jardim Botânico de Missouri, sendo atualmente seu Presidente Emérito.